# Eutracheophyta
Eutracheophyta (ou eutracheophytes ou eutraqueófitas) é um clade de plantas que corresponde ao conjunto de agrupamentos taxonómicos que apresentam verdadeiro tecido vascular sob a forma de xilema e floema. Este grupo inclui para além de todas as plantas vasculares, tais como os briófitos, pteridófitos, coníferas e plantas com flor, um ancestral comum desses agrupamentos designado por cooksonioides. 

## Descrição
Este agrupamento inclui todos os grupos de plantas extantes que apresentam tecido vascular. Para além desses grupos, integra o clade um grupo primitivo, considerado grupo basal dos eutraqueófitos,  constituído por espécies apenas conhecidas do registo fóssil, que apresentavam  traqueídeos que tinham uma construção de parede diferente das formas modernas, tanto ao xilema como ao floema. Contudo, devido à fraca preservação de tecidos moles como o floema, a maioria dos taxa fósseis está incluída neste grupo com base nos espessamentos de parede secundários do xilema.